# Thom Noble
Thom Noble é um editor britânico. Venceu o Oscar de melhor montagem na edição de 1986 por Witness.